# Ficus novae-georgiae
Ficus novae-georgiae är en mullbärsväxtart som beskrevs av Edred John Henry Corner. Ficus novae-georgiae ingår i släktet fikonsläktet, och familjen mullbärsväxter. Inga underarter finns listade i Catalogue of Life.